# بیماری کاهش فشار
بیماری کاهش فشار (DCI) شامل دو وضعیت مختلف است که به دلیل برداشت فشار سریع بدن ایجاد می‌شوند. این شرایط علائم مشابهی دارند و به همان کمک‌های اولیه اولیه نیاز دارند. غواصان اسکوبا آموزش می‌بینند تا برای جلوگیری از DCI به آرامی از عمق به سطح صعود کنند. اگرچه وقوع این بیماری نسبتاً نادر است، اما پیامدهای آن می‌تواند شدید و بالقوه کشنده باشد، به‌ویژه اگر درمان نشود.